# Les Fleurs de Shanghai
Pour plus de détails, voir Fiche technique et Distribution.
Les Fleurs de Shanghai (chinois : 海上花, pinyin : Hāi shàng huā) est un film taïwanais réalisé par Hou Hsiao-hsien, sorti en 1998.

## Synopsis
Dans le Shanghai du XIXe siècle, Wang est un haut fonctionnaire qui travaille aux affaires étrangères. Il fréquente deux courtisanes, Rubis et Jasmin, et est partagé entre les deux.

## Fiche technique
- Titre : Les Fleurs de Shanghai
- Titre original : 海上花 (Hǎi shàng huā)
- Réalisation : Hou Hsiao-hsien
- Scénario : Chu Tien-wen  d'après le roman de Bangqing Han
- Musique : Yoshihiro Hanno et Tu Duu-chih
- Photographie : Lee Ping-bin
- Montage : Liao Ching-sung
- Production : Shōzō Ichiyama et Yang Teng-kuei
- Société de production : 3H Productions et Shōchiku
- Société de distribution : ARP Sélection (France)
- Pays :  Taïwan et  Japon
- Genre : Drame
- Durée : 113 minutes
- Dates de sortie :
  - France : 20 mai 1998 (Festival de Cannes 1998), 18 novembre 1998 (sortie nationale)

## Distribution
- Tony Leung Chiu-wai : Wang
- Michelle Reis : Émeraude
- Carina Lau : Perle
- Michiko Hada : Rubis
- Jack Kao : Luo
- Rebecca Pan : Huang
- Vicky Wei : Jasmin
- Annie Yi : Fleur d'or

## Distinction
- Festival de Cannes 1998 : sélection en compétition